# Charles Brandon
Charles Brandon, 1. vévoda ze Suffolku (kolem 1484 – 22. srpna 1545 zámek Guildford v Surrey) byl anglický šlechtic, vojevůdce a oblíbenec Jindřicha VIII. Narodil se jako syn prostého rytíře a během krátké doby udělal velkou kariéru. V roce 1514 ho král k úžasu mnoha současníků jmenoval vévodou ze Suffolku. V roce 1515 se Charles Brandon bez králova povolení oženil s královou sestrou Marií, vdovou po francouzském králi Ludvíkovi XII. Jindřich však páru odpustil. Charlesova a Mariina dcera Frances Brandonová byla matkou královny Jane Greyové.
Jako vojevůdce Charles Brandon třikrát stál v čele anglické invazní armády ve Francii (1513, 1523 a 1544).

## Fiktivní vyobrazení
- Romance mezi Marií Tudorovnou a Charlesem Brandonem je zfiktivněna v knize When Knighthood Was in Flower, kterou napsal americký autor Charles Major pod pseudonymem Edwin Caskoden. Kniha byla poprvé vydána společností The Bobbs-Merrill Company v roce 1898 a dosáhla obrovského úspěchu. Na základě tohoto románu byly natočeny nejméně tři filmy.
  - Titulní snímek z roku 1908 nesl název When Knighthood Was in Flower nebo When Knights Were Bold a režíroval ho Wallace McCutcheon. Tento film je považován za ztracený.
  - Forrest Stanley ztvárnil Brandona ve filmové adaptaci z roku 1922, kterou režíroval Robert G. Vignola.
  - Richard Todd hrál Brandona ve filmu společnosti Disney z roku 1953 Meč a růže, který popisuje jeho romanci s Marií Tudorovnou v roce 1515.
- Román The Reluctant Queen od Molly Costain Haycraft představuje další fiktivní verzi vztahu mezi Brandonem a Marií Tudorovnou.
- Brandona ztvárnil herec Henry Cavill v seriálu stanice Showtime Tudorovci. V tomto seriálu je nesprávně uvedeno, že byl ženatý s Markétou Tudorovnou, zatímco ve skutečnosti byl ženatý s Marií Tudorovnou. Působí jako důvěrník svého nejlepšího přítele Jindřicha VIII., a mnoho jeho příběhů je dramatizováno. Například je zde dvakrát ženatý a odcizen od své druhé manželky Kateřiny Willoughby Brandonové, vévodkyně ze Suffolku (Rebekah Wainwright). Má oficiální milenku, francouzskou emigrantku (Selma Brook), která se o něj stará až do jeho smrti. Také má pouze jednoho syna s Kateřinou, Edwarda (Michael Winder), který je pravděpodobně vyobrazením Jindřicha Brandona, 2. vévody ze Suffolku. Dále je ukázán, že má syna Edwarda, který je údajně synem Markéty, kterého hraje David De Brun.
- Je postavou v románech Mary, Queen of France, Dáma v Toweru a The Shadow of the Pomegranate od Jean Plaidy.
- Objevuje se jako postava v románu oceněném Man Bookerovou cenou Wolf Hall od Hilary Mantel a v jeho pokračováních Předveďte mrtvé a Zrcadlo a světlo.
  - V adaptaci BBC Wolf Hall, založené na knize Mantelové, ho ztvárnil herec Richard Dillane.
- V románu The Serpent Garden od Judith Merkle Riley je Brandon zobrazen jako nesmírně silný, ale poněkud prostoduchý šlechtic s chabým pravopisem.
- Brian Blessed hrál vévodu ze Suffolku ve filmu Jindřich VIII. a jeho šest žen (1972).
- Brandona ztvárnil herec Jordan Renzo v seriálu Starz Španělská princezna (2019), který byl založen na románech Královský slib a The King's Curse od Philippy Gregoryové.
- V komedii The Secret Diary of Henry VIII, kterou napsal Stephen Hyde pro britskou kočovnou divadelní společnost The Three Inch Fools v roce 2024, je Brandon fiktivně vykreslen jako markýz z Exeteru.